# 薩維泰帕萊

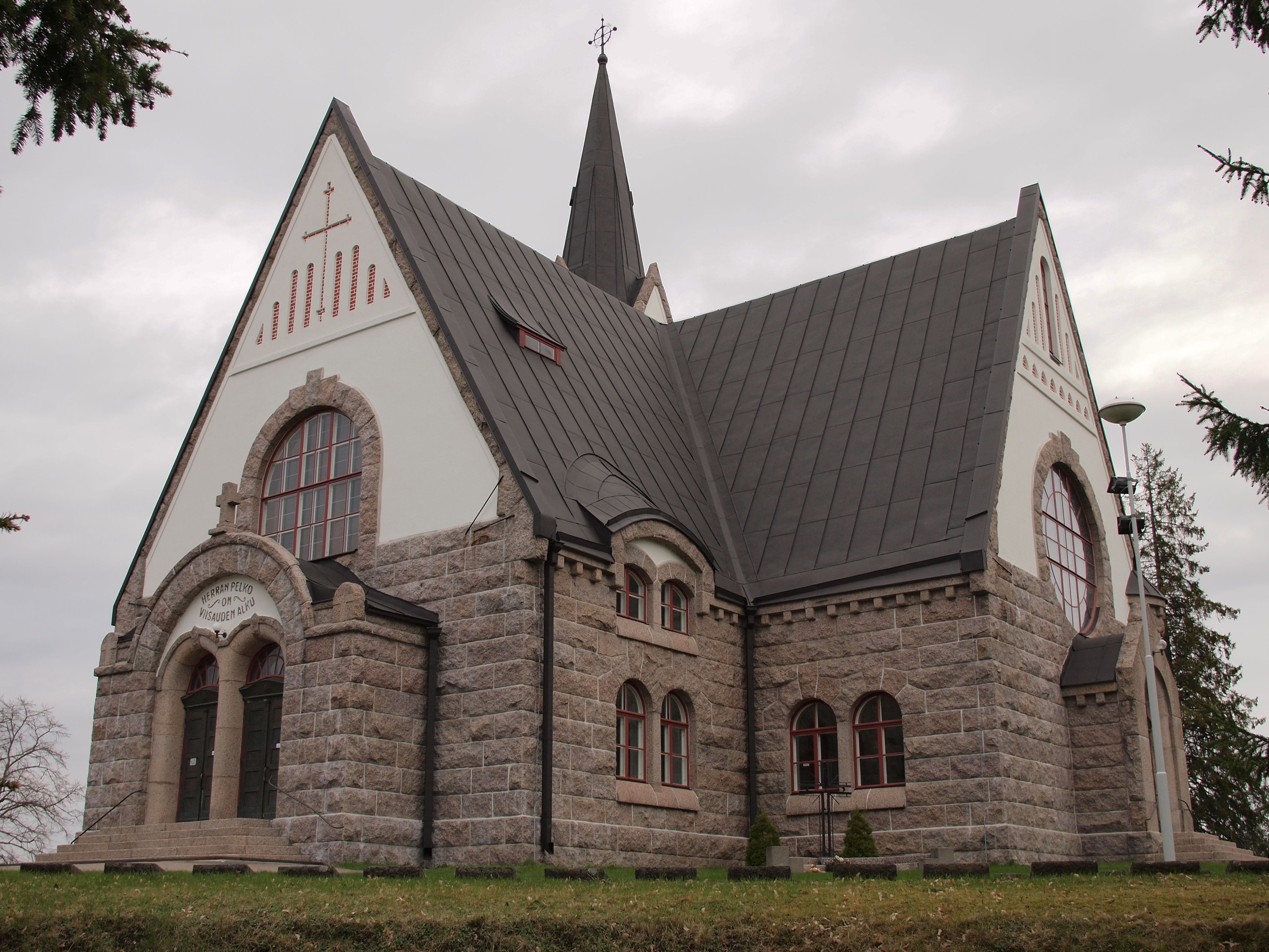
薩維泰帕萊教堂

薩維泰帕萊（芬蘭語：Savitaipale）是芬蘭的市鎮，位於該國東南部，在南卡累利阿區内，始建於1639年，面積691平方公里，2013年人口3,775，人口密度為每平方公里6.99人。

## 外部連結
- 薩維泰帕萊市镇官方网站 （页面存档备份，存于） （文）
- goSaimaa.com（页面存档备份，存于） 旅游信息